# Лорікет оливковий
Лорікет оливковий (Trichoglossus euteles) — птах з родини папугові.

## Зовнішній вигляд
Довжина тіла 25 см.

## Поширення
Мешкають в Індонезії та Східному Тиморі.

## Спосіб життя
Населяють субтропічні і вологі тропічні ліси.

## Розмноження
Самка відкладає три яйця. Насиджування триває 23 дні.